# NGC 532
NGC 532 (również PGC 5264 lub UGC 982) – galaktyka spiralna (Sab), znajdująca się w gwiazdozbiorze Ryb. Odkrył ją William Herschel 4 września 1786 roku.